# It's Never Been Like That
It's Never Been Like That är den franska pop/rockgruppen Phoenix tredje album som släpptes 15 maj 2006. Det är uppföljaren till gruppens firade andra album från 2004, Alphabetical.

## Låtlista
1. Napoleon Says
2. Consolation Prizes
3. Rally
4. Long Distance Call
5. One Time Too Many
6. Lost and Found
7. Courtesy Laughs
8. North
9. Sometimes in the Fall
10. Second to None